# 叶姓
葉姓是一个中文姓氏，名列百家姓第257位。在簡體字中因為把“葉”簡化為“叶”，致使與中的叶（讀作“協”，與協相通，有協同、韻之意）重疊，使兩者容易混淆。例如：日本藝人叶氏姐妹花、恭子、美香及漫畫家恭弘中的叶並非指華人常見的葉姓。宋人在《新唐書》編纂時誤將葉姓的前身沈尹氏與姬姓沈氏混為一談，造成民間有沈葉同宗之訛傳。
葉姓於宋朝为著姓。

## 來源
关于叶氏的来龙去脉，《通志氏族略》记述得最为清楚。《风俗通》：“楚沈尹戌生诸梁，食采于叶，因氏焉。”葉姓出自芈姓沈尹氏，为帝颛顼的后裔。传说，帝颛顼的后裔陆终娶方氏女为妻，生下六个儿子，其中第六个儿子叫季连，赐姓芈。季连的后裔鬻熊很有学问，作过文王的老师。后成王便追封其曾孙熊绎荆山（今湖北西部）一带建立荆国，定都丹阳（今河南淅川），后迁都子郢（今湖北江陵），改国号为楚。
春秋时，楚庄王有一曾孙叫戌，沈尹戌后来任楚国左司马，他为人正直，疾恶如仇，深得楚人敬重。楚昭王十八年战死沙场，昭王封他的儿子沈诸梁（字子高）于叶（今河南叶县南旧城），称为叶公。叶公曾平定白公胜的叛乱以复惠王，有功于楚，得封南阳，更获赐为公，后委其事于子，而退休于叶。其后人便以邑地为姓氏，称为叶氏。
《通志‧氏族略‧以邑為氏》載：「葉氏，舊音攝，後世與木葉同音」。沈諸梁被稱為葉姓族人祖先，又名葉公。該葉（「攝」）氏以葉縣爲名，亦影響「葉」字於部份地區讀法。葉（「攝」）氏最早於1012年出現於高麗王朝。

## 延伸阅读
[在维基数据编辑]
 《百家姓》
 《欽定古今圖書集成·明倫彙編·氏族典·葉姓部》，出自陈梦雷《古今圖書集成》